# Alfa Romeo 184T

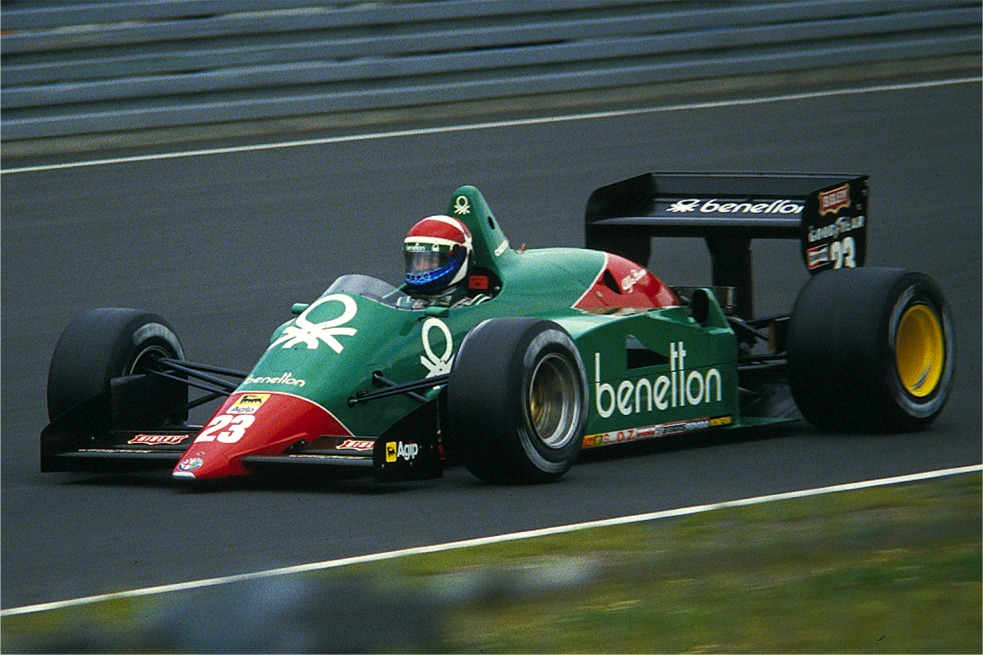
Eddie Cheever en Alemania 1985.

El Alfa Romeo 184T es un monoplaza de Fórmula 1 el cual fue usado por el equipo Alfa Romeo durante la temporada 1984 de Fórmula 1 y la temporada 1985 de Fórmula 1. El monoplaza, que era el primer diseño de Mario Tollentino, llevaba los colores de su principal patrocinador Benetton. Tenía un motor V8 turbo de 1.5 litros con 680 cv a 10700 revoluciones, consiguió un total de 11 puntos en la temporada 1984. El mejor resultado del monoplaza se obtuvo en el Gran Premio de Italia de 1984 donde Riccardo Patrese llegó tercero a la meta. La mayoría de los abandonos del monoplaza eran debidos a la falta de fiabilidad del motor, o por no tener suficiente combustible ya que el motor V8 turbo Alfa Romeo era el más sediento de la grilla, y en 1984 las nuevas regulaciones prohibieron los repostajes en Fórmula 1 y solo podían llevar 220 litros de combustible para completar el total de la carrera.[cita requerida]
El 184T fue reemplazado en 1985 por el 185T, pero se volvió al 184T a mitad de temporada, que se actualizó a las normas de 1985. Esta versión fue el último monoplaza de Alfa Romeo en F1 hasta 2019.

## Resultados

### Fórmula 1
(Clave) (negrita indica pole position) (cursiva indica vuelta rápida)

| Año     | Motor     | Neu. | N.º | Pilotos          | 1   | 2   | 3   | 4   | 5   | 6   | 7   | 8   | 9   | 10  | 11  | 12  | 13  | 14  | 15  | 16  | Puntos | Pos. |
| ------- | --------- | ---- | --- | ---------------- | --- | --- | --- | --- | --- | --- | --- | --- | --- | --- | --- | --- | --- | --- | --- | --- | ------ | ---- |
| 1984    | 890T V8 t | G    |     |                  | BRA | RSA | BEL | SMR | FRA | MON | CAN | USE | USA | GBR | GER | AUT | NED | ITA | EUR | POR | 11     | 8.º  |
| 1984    | 890T V8 t | G    | 22  | Riccardo Patrese | Ret | 4   | Ret | Ret | Ret | Ret | Ret | Ret | Ret | 12  | Ret | 10  | Ret | 3   | 6   | 8   | 11     | 8.º  |
| 1984    | 890T V8 t | G    | 23  | Eddie Cheever    | 4   | Ret | Ret | 7   | Ret | DNQ | 11  | Ret | Ret | Ret | Ret | Ret | 13  | 9   | Ret | 17  | 11     | 8.º  |
| 1985    | 890T V8 t | G    |     |                  | BRA | POR | SMR | MON | CAN | USE | FRA | GBR | GER | AUT | NED | ITA | BEL | EUR | RSA | AUS | 0      | 12.º |
| 1985    | 890T V8 t | G    | 22  | Riccardo Patrese |     |     |     |     |     |     |     |     | Ret | Ret | Ret | Ret | Ret | 9   | Ret | Ret | 0      | 12.º |
| 1985    | 890T V8 t | G    | 23  | Eddie Cheever    |     |     |     |     |     |     |     | Ret | Ret | Ret | Ret | Ret | Ret | 11  | Ret | Ret | 0      | 12.º |
| Fuente: |           |      |     |                  |     |     |     |     |     |     |     |     |     |     |     |     |     |     |     |     |        |      |